# Burgstall Schlossberg (Nordhalben)
Der Burgstall Schlossberg, ursprünglich Burg im Nordwald bezeichnet, ist eine abgegangene hochmittelalterliche Höhenburg in der Gemeinde Nordhalben im oberfränkischen Landkreis Kronach in Bayern, Deutschland. Erhalten hat sich von der Anlage auf einem Felssporn nur ein Graben, die Burgstelle ist als Bodendenkmal Nummer D-4-5635-0003: „Burgstall des hohen und späten Mittelalters“ geschützt.

## Geographische Lage
Der Burgstall liegt bei dem Ort Nordhalben auf dem Schlossberg im Frankenwald, unmittelbar über dem Tal der Rodach, rund 420 Meter ostsüdöstlich der katholischen Pfarrkirche St. Bartholomäus.

## Geschichte
Die zwischen 1151 und 1154 erbaute Burg im Nordwald wurde erstmals im Jahr 1154 in einer Urkunde des Bamberger Bischofs Eberhard II. von Otelingen erwähnt. Nach einer ersten Zerstörung 1325 wurde sie zwischen 1354 und 1356 von den beiden Grenznachbarn, dem Bischof Lupold von Bebenburg und dem Vogt von Gera wieder errichtet. Erneut verwüstet wurde die Burg 1525 im Bauernkrieg. Letztmals wurde die Anlage im Jahr 1564 erwähnt, wann sie endgültig abgegangen ist, ist unbekannt.

## Beschreibung
Die mit wenigen Bäumen bewachsene Burgstelle befindet sich auf dem Schlossberg auf rund 545 m ü. NN Höhe über dem Talgrund der Rodach auf einem nach Südosten gerichteten schmalen Bergsporn, der im Nordwesten von einem Bach aus dem Ziegengrund und im Südosten von einem sehr kurzen Bachlauf begrenzt wird. Die Nordwest- und die Südostseite des Schlossberges fallen sehr steil in die tief eingeschnittenen Nebentäler ab, die Spornspitze fällt in mehreren Stufen zum Rodachtal ab, dort lagen wohl die Gebäude der Vorburg.
Die etwa 25 × 15 Meter messende Kernburg lag auf mittlerer Höhe des Bergspornes auf einer dem Sporn aufliegenden Felskuppe, die allseitig steil abfällt. An der gefährdetsten Seite im Nordwesten, wo die Kuppe mit einer Steilwand abbricht und das Vorgelände einige Höhenmeter bis zum Ort Nordhalben ansteigt, wurde ein Burggraben angelegt. Dieser 20 Meter breite und noch sechs Meter tiefe Graben wurde wohl durch die Bearbeitung einer natürlich entstandenen Geländerinne hergestellt. Mauerreste oder sonstige Bebauungsspuren sind nicht mehr vorhanden.